# شایستگی پانزده میلیونی
شایستگی پانزده میلیونی (به انگلیسی: Fifteen Million Merits)، دومین قسمت از فصل اول سریال بریتانیایی آینه سیاه است. این اپیزود توسط خالق سریال آینه سیاه یعنی چارلی بروکر و همسرش کونی هاک نوشته شده‌است و یوروز لین وظیفه کارگردانی آن را برعهده داشته‌است. شایستگی پانزده میلیونی نخستین بار در تاریخ ۱۱ دسامبر ۲۰۱۱ از کانال ۴ به روی آنتن رفت.
داستان این قسمت در آینده‌ای نامعلوم و مکانی نامعلوم رخ می‌دهد. افراد به منظور تولید برق و تأمین نیازهای روزانه خود باید هرروز بر روی دوچرخه‌های ورزشی رکاب بزنند و امتیازاتی جمع کنند که به اصطلاح شایستگی نامیده می‌شود. هرچه شایستگی فرد بالاتر باشد، توانایی او برای انتخاب وسایل مورد نیازش بیش‌تراست. داستان از جایی آغاز می‌شود که یک دختر و یک پسر، به نام‌های بینگ و ابی با یکدیگر آشنا می‌شوند. بینگ، ابی را متقاعد می‌کند تا در برنامه استعدادیابی خوانندگی شرکت کنند تا بدین ترتیب بتواند از دنیای کسل کننده پیرامون خود فرار کند. این قسمت از سریال با وجود مایه‌های علمی‌تخیلی خود؛ اشارات واضحی به برنامه‌ها و اشخاص حقیقی، همچون ایکس فاکتور و سایمن کاول دارد.
شایستگی پانزده میلیونی نقدهای مثبتی از سوی منتقدان دریافت کرد و در زمینه سبک بصری، اجرای بازیگران و فیلم‌نامه مورد ستایش قرار گرفت. منتقدان به‌طور کلی آن را یکی از بهترین اپیزودهای سریال آینه سیاه می‌دانند.